# Атомохід

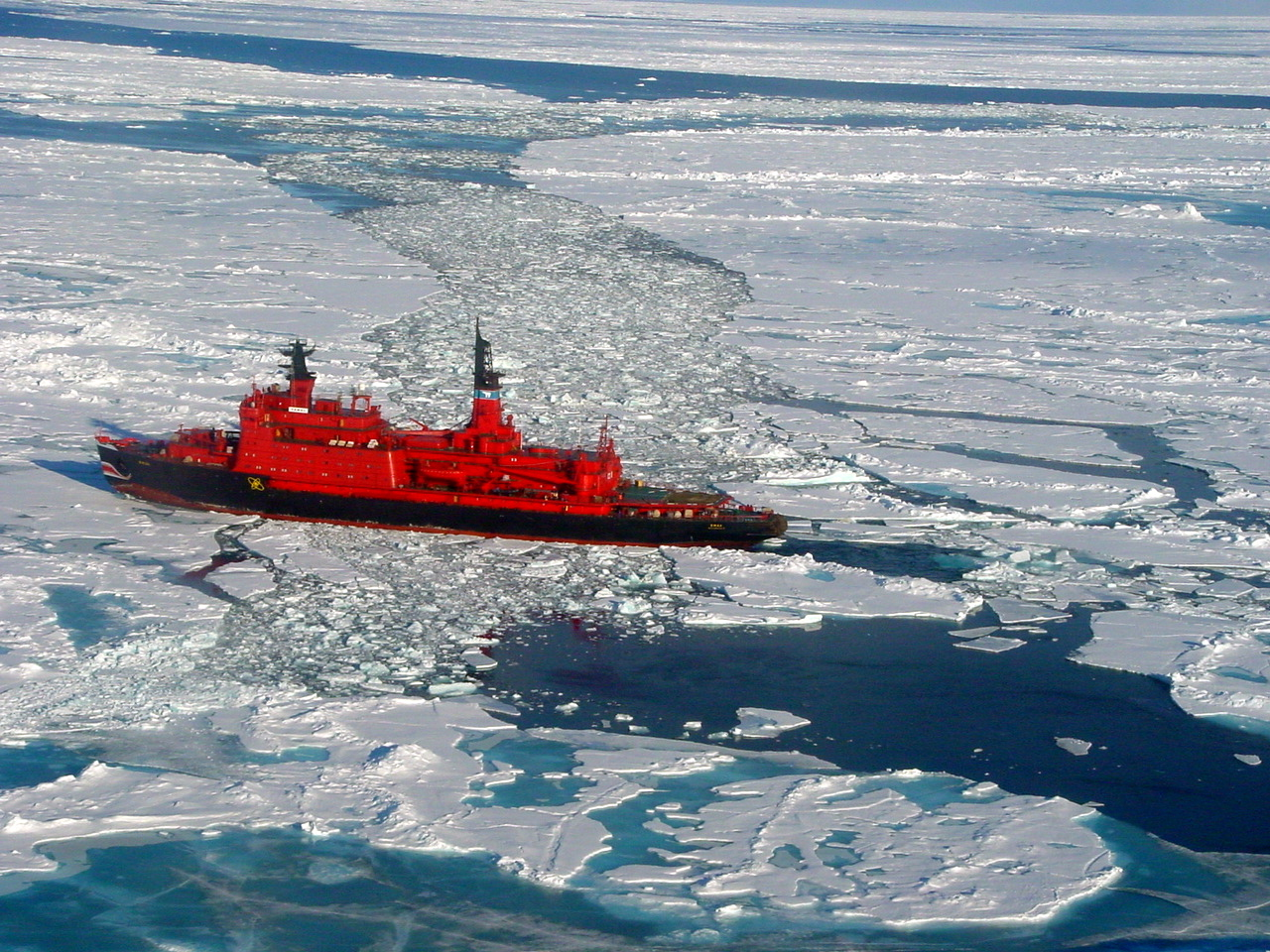
Атомний криголам «Ямал»

Атомохі́д — узагальнена назва суден з атомною енергетичною установкою (АЕУ). Найбільше розповсюдження атомні енергетичні установки отримали на підводних човнах і надводних бойових кораблях. Перший цивільний атомохід — криголам «Ленін».
Перший в світі атомний підводний човен «Наутілус» був побудований в США у 1954 році. В 1959 році в СРСР став до ладу перший у світі атомний криголам «Ленін». Найбільші у світі атомоходи — атомні авіаносці типу «Німіц», тонажем 100 тисяч тон.